# Туленков Микола Васильович
Микола Васильович Туленков (нар. 21.03. 1950, Славута) — учений у галузі соціології. Доктор соціологічних наук, професор. Академік АН вищої школи України з 2011 року за науковим відділенням соціології та політології.

## Біографія
Народився 21.03.1950 року в місті Славута, Хмельницької області. Закінчив Львівський державний інститут фізичної культури в 1967 р., спеціальність — фізична культура і спорт, викладач фізичної культури і спорту; Вищу партійну школу при ЦК КПУ в 1984 р., спеціальність — вища партійно-політична освіта, викладач суспільно-політичних дисциплін; Міжрегіональну академію управління персоналом у 2005 р., спеціальність — магістр адміністративного менеджменту. Основні місця роботи й обіймані посади: Славутська дитячо-юнацька спортивна школа, тренер-викладач. Робота в громадських організаціях України на керівних посадах: завідувач відділом, другий секретар Славутського райкому ЛКСМУ; завідувач відділом Хмельницького обкому ЛКСМУ; інструктор, заступник завідувача, завідувач відділом ЦУ ЛКСМУ; інструктор ЦК КПУ. Аспірант Болгарської академії суспільних наук і соціального управління (м. Софія) та Російської академії управління (м.Москва). Науково-педагогічна робота у вищих закладах освіти м Києва: старший викладач, доцент кафедри управління Київського національного університету фізичного виховання і спорту; генеральний директор Міжнародної кадрової академії; завідувач кафедри соціології, проректор, перший проректор Міжрегіональної академії управління; проректор з науково-педагогічної роботи Інституту підготоки кадрів Державної служби зайнятості України, професор, завідувач кафедри галузевої соціології Київського національного університету імені Тараса Шевченка. Кандидатська дисертація на тему: «Управлінська діяльність керівника колективу: соціально-психологічний аналіз» захищена в 1992році, докторська дисертація на тему: «Організаційна взаємодія в соціальному управлінні» — у 2000 році. Вчені звання: доцент (1994 р.), старший науковий співробітник (2000 р.), професор (2001 р).
Основні наукові результати — розробник соціологічної теорії організаційної взаємодії в соціальтому управлінні транзитивного суспільства. За час науково-педагогічної діяльності підготовлено більше 500 наукових і навчально-методичних праць із загальної та галузевої соціології, методології та методів соціологічного дослідження, серед яких 34 наукові монографії та 56 підручників і навчальних посібників.
Основні курси: загальна соціологія, спеціальні та галузеві соціологічні теорії, методологія і методи соціологічного дос, лідження, теорія організації, теорія соціального управління, теорія соціальних технологій, теорія соціального менеджменту, соціальні технології управління та адміністрування, соціологія політики, соціологія економіки, соціологія громадської думки, соціологія організацій, соціологія управління, технорлогії управління територіальними спільнотами, в тому числі новаторські — сучасні соціальні теорії управління, теорія систем і системний аналіз у соціології, теорія систем і системний аналіз в управлінні. Підготовлено двох докторів і трьох кандидатів соціологічних наук.
Член Соціологічної асоціації України, а також дійсний член Української академії політичних наук, Міжнародної кадрової академії, Міжнародної академії наук соціальних технологій та місцевого врядування
Член редколегій 5 фахових видань із соціології, а також член Експертної ради МОН України з філософських, політичних і соціологічних наук, член спецради Київського національного університету імені Тараса Шевченка по захисту кандидатських і докторських дисертацій, позаштатний консультант Комітету Верховної Ради України з питань освіти і науки
Державні нагороди: Орден Знак Пошани (1989) і 12 медалей, Грамота Верховної Ради УРСР (1980), Почесні грамоти Міністерства освіти і науки України, Міністерства праці та соціальної політи України, Міністерства молоді і спорту України, Відзнака НАН України «За професійні здобутки», Подяка Київського міського голови тощо. Нагорода АН вищої школи України імені Ярослава Мудрого (2015). Заслужений працівник освіти (2005).